# ブルーイグアナ 500万ポンドの獲物
『ブルーイグアナ 500万ポンドの獲物』（原題:Blue Iguana）は2018年に公開されたイギリスのアクション映画である。監督はハディ・ハジェイグ、主演はサム・ロックウェルが務めた。本作は日本国内で劇場公開されなかったが、WOWOWで放送されたことがある。また、2019年2月2日にはDVDが発売された。

## 概略
エディとポールは仮釈放された後、ニューヨークにあるレストランで働いていた。そんなある日、2人はイギリス人の弁護士（キャサリン）から仕事の依頼を受けロンドンへと向かった。仕事の内容は輸送中のある品物を奪い取るというものであった。2人は品物の強奪に成功したが、それが原因で現地の大物ギャング（アルカディ）に目を付けられることになった。散々な目に遭わされた後、2人の耳に「アルカディが500万ポンドの値がつくダイヤモンド、ブルーイグアナの強奪を目論んでいる」との情報が入ってきた。2人はアルカディに一泡吹かせるべく、彼とその手下たちより先にブルーイグアナを手中に収めることにした。

## キャスト
- サム・ロックウェル - エディ
- ベン・シュワルツ - ポール・ドリッグス
- フィービー・フォックス - キャサリン・ロックウッド
- アマンダ・ドノホー - ドーン・ブラッドショー
- サイモン・キャロウ - マーティンおじさん
- ピーター・フェルディナンド - ディーコン・ブラッドショー
- アル・ウィーヴァー - トミー・トレシャム
- ピーター・ポリカープー - アルカディ
- フランシス・バーバー - プリンセス
- ダニー・グレンジャー - ステファン
- ヴィク・ワグホーン - ミッキー・オイル

## 製作
2016年4月13日、サム・ロックウェルが本作に出演するとの報道があった。6月15日、ベン・シュワルツの出演が決まったと報じられた。

## 公開・マーケティング
2018年3月2日、スクリーン・メディア・フィルムズが本作の全米配給権を獲得したと報じられた。7月24日、本作のオフィシャル・トレイラーが公開された。

## 評価
本作に対する批評家からの評価は伸び悩んでいる。映画批評集積サイトのRotten Tomatoesには27件のレビューがあり、批評家支持率は37%、平均点は10点満点で4.6点となっている。また、Metacriticには13件のレビューがあり、加重平均値は30/100となっている。